# Bokszeg község
Bokszeg község (románul: Comuna Bocsig) község Arad megyében, Romániában. Központja Bokszeg, beosztott falvai Monyoró, Repszeg.

## Népessége
A 2011-es népszámlálás adatai alapján a község népessége 3231 fő volt.

| 2011 | 3 231 |
| 2021 | 3 068 |